# Jillesnåle kapell
Jillesnåle kapell eller Gillesnuole kapell är en kyrkobyggnad vid Storvindelns övre ände 6 mil från Sorsele. Kapellet tillhör Sorsele församling.

## Kyrkobyggnaden
Jillesnåle kapell är en enkel timmerbyggnad av profan karaktär och med rektangulär grundplan. Intill östra väggen står altaret och mitt emot i västra gaveln finns kapellets entré. 
Byggnaden är ursprungligen från sent 1700-tal, men invigdes i sin nuvarande form den 8 april 1940 av biskop Bengt Jonzon. Tre år tidigare hade den återförts till sin gamla plats efter att i 70 år ha stått vid ett hemman i Granåker, där den fungerat som loge. I samband med återuppförandet lades ett nytt golv in av tiljor från en gammal gård. Nya fönster sattes in i stil med ett gammalt bevarat fönster. Dörren med sitt snidade mönster är dock original. Altarinredningen har gjorts med Ammarnäs kyrka som förebild. Såväl altarets framsida som predikstolen har prytts med sniderier som liknar dörrens.

### Förhistoria
På platsen där kapellet idag ligger har man anträffat boplatser från stenåldern. Vid stranden till Vindelälven fanns under denna tid en boplats där kvarts och kvartsit bearbetades. Arkeologer har vid utgrävningar bland annat anträffat en flathuggen pilspets av kvartsit, ett spetsföremål av kvarts och enstaka kvarts- och kvartsitavslag. Boplatser av samma typ har anträffats på Vindelälvens stränder i närområdet.

### Historia
Det första kapellet i Jillesnåle uppfördes 1750, enligt uppgifter av Per Rådström, som var komminister i Sorsele 1783–1803. Även dessförinnan hade dock prästerna från Sorsele brukat resa till denna plats varje sommar för att hålla gudstjänst. Från och med 1761 firades andra böndagen där i början av juli. År 1766, efter att Tärna kapell kommit till, blev det Sorseleprästens uppgift att två gånger om året, i juli och augusti, resa dit för att hålla gudstjänst. På återresan hölls då gudstjänst i Jillesnåle.
Det första kapellet i Jillesnåle har beskrivits som en "gles hölada eller ett sommarskjul för boskap", och den därtill hörande prästkammaren liknades vid "en liten svinstia". Redan i slutet av 1700-talet byggdes därför ett nytt kapell och en ny prästkammare, som stod färdiga 1798.
Jillesnåle var framför allt samernas kyrkplats. I takt med att nybyggarna blev allt fler utmed Storvindeln kom de renskötande samerna emellertid att nyttja sommarland längre västerut, närmare norska gränsen. För dem låg Jillesnåle inte längre bra till för att fungera som kyrkplats. Därför uppfördes 1858 ett nytt kapell i Ammarnäs. Därefter firades under en period en gudstjänst per år i Ammarnäs och en i Jillesnåle. Men samerna hade flyttat sina bodar till Ammarnäs så snart kapellet där blivit klart, och i Jillesnåle fanns ingenting kvar, utom själva kyrkobyggnaden. Samerna ville att årets båda gudstjänster skulle hållas i Ammarnäs, och så tycks också ha skett från och med 1865. Jillesnåle kyrka såldes på auktion 1867 och fick därefter fungera som loge i Granåker, tills byggnaden 1937 återuppfördes på sin ursprungliga plats.

### Sorseles äldsta kyrkplats?
Jillesnåle kapell har ofta kallats för Sorseles äldsta helgedom. Per Rådström hävdade dock redan i slutet av 1700-talet att det inte hade funnits något kapell i Jillesnåle före 1750.  Ny forskning har också visat att det ”Jällesniönes” som omtalas på 1670-talet i diskussionerna kring anläggandet av en kyrkplats i Sorsele är en helt annan plats, belägen vid övre änden av Fjosoken. Det är oklart om någon kyrkbyggnad någonsin blev uppförd där. Redan 1685 nämns ”Sorsele holms kyrka” (alltså en kyrka på Sorsele församlingskyrkas nuvarande plats) i ett tingsprotokoll, och Ossian Egerbladh menar att den troligen hade byggts redan 1677. 

## Inventarier
- Kyrkklockan är gjuten av Bergholtz klockgjuteri och bär inskriptionen: Till Guds ära och fädernas minne. Vindeldalens folk 1940.[5]
- Ett harmonium.

## Omgivning
Efter att kapellet återinvigdes har en gammal gård flyttats dit från Hemfjäll för att fungera som kyrkstuga. En stuga från Häggås har också flyttats dit, liksom en gammal bod och en stolpbod, njalla. Två torvkåtor har uppförts. Klockstapeln byggdes 1940 utan äldre förebild. En minnessten restes i samband med invigningen.
Byggnaderna kring kapellet har gjort att Jillesnåle ibland har ansetts ha en kyrkstad. När de norrländska kyrkstädernas framtid behandlades i en statlig utredning 2003 ansågs dock inte Jillesnåle inte ha någon "bevarad kyrkstad", eftersom byggnaderna var tämligen nyligen uppförda. 

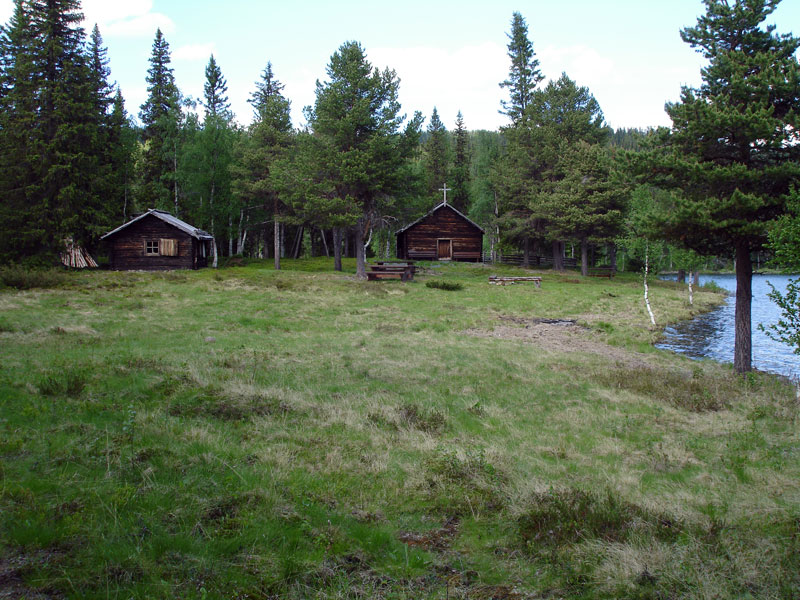
Kyrkplatsen med kyrkstugan (gården från Hemfjäll) och kapellet
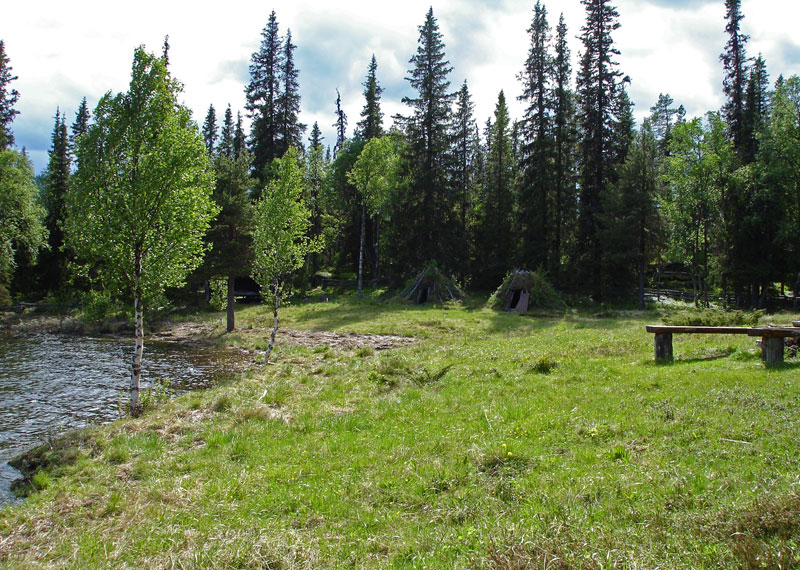
Kyrkplatsen sedd från kapellet, med de två kåtorna i bakgrunden
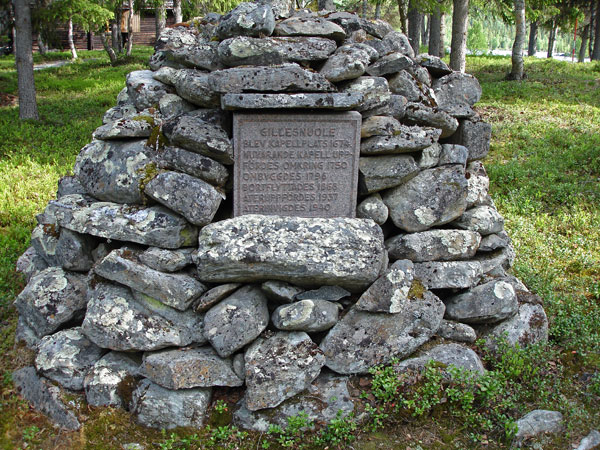
Minnesstenen

## Riksintresse
Jillesnåle kapellplats är ett riksintresse för kulturmiljövården.